# Bösta
Bösta is een plaats in de gemeente Umeå in het landschap Västerbotten en de provincie Västerbottens län in Zweden. De plaats heeft 138 inwoners (2005) en een oppervlakte van 34 hectare. De plaats ligt in een open plaats omsloten door bos, op de plaats waar een weg een andere weg raakt. Langs de plaats loopt het riviertje de Böstaån.